# Ntchisi (distriktshuvudort i Malawi)
Ntchisi är en distriktshuvudort i Malawi. Den ligger i distriktet Ntchisi District och regionen Central Region, i den centrala delen av landet. Ntchisi ligger 1 545 meter över havet och antalet invånare är 7 918.
Terrängen runt Ntchisi är kuperad åt sydost, men åt nordväst är den platt. Ntchisi ligger uppe på en höjd. Omgivningarna runt Ntchisi är huvudsakligen savann.